# باختر ۲۰۲۲
سیارک ۲۰۲۲ (به انگلیسی: 2022 West، نامگذاری:1938CK) دو هزار و بیست و دومین سیارک کشف شده‌است که در ۷ فوریه ۱۹۳۸ و در هایدلبرگ کشف شد.
قدر مطلق سیارک برابر ۱۲٫۰۰ است.